# Mundbind
Mundbind er et personligt værnemiddel som beskytter imod smitte med mikroorganismer og mindsker videregivelse af smitte.

## Mundbind under coronavirusepidemien 2020-2021
Mundbind er alment udbredt værn i asiatiske lande og flere storbyer verden over, men det var først under coronaviruspandemien i 2020, at mundbind blev almindeligt set i gadebilledet i Danmark. Det blev diskuteret hvilken effekt mundbind har i forbindelse med en virussmitte. De danske sundhedsmyndigheder anbefalede brug af mundbind ved håndtering af smittede i sundhedssektoren, men udenfor sundhedsvæsenet anbefaledes mundbindene ikke. Sundhedsmyndighederne i andre lande har forskellige anbefalinger om brug af mundbind i det offentlige rum under en epidemi. I en artikel i tidsskriftet The Lancet Respiratory Medicine konkluderede forfatterne, at der nu og her mangler forskning til at afklare, om mundbind kan forhindre smitte uden for sundhedsvæsenet, hvis der vel at mærke er nok mundbind til at dække behovet. Forskere fra fire hospitaler i Region Hovedstaden startede derfor, med en bevilling på fem millioner kroner fra Salling Fondene, i april 2020 et videnskabeligt studie, der "afklarer effekten af mundbind en gang for alle".
Danske eksperter siger at mundbind er til engangsbrug, og bør bortskaffes efter brug, og ikke renses til genbrug.
Det blev vidt debatteret, hvorvidt mundbind havde en effekt. Et notat fra Sundhedsstyrelsen, Brug af mundbind i det offentlige rum, forklarede, at "jo flere der er smittede, jo større effekt på smittespredning antages mundbind at have". Vurderingen blev baseret på en række antagelser, herunder blandt andet, at folk bruger mundbindet korrekt, og at personer syge med COVID-19 bliver hjemme i isolation. Sundhedsstyrelsen angav en række eksempler på, hvor mange danskere, der skal bære mundbind, for at forhindre ét smittetilfælde ved forskellige incidensniveauer, et tal brugt til at opgøre graden af smitte, typisk sammenholdt med antallet af nye sygdomstilfælde pr. 100.000 indbyggere de seneste 7 dage. Ved en uge-incidens med omkring 20 nye smittede pr. 100.000 borgere, vil omkring 20.000 skulle bære mundbind, for at forhindre ét nyt tilfælde. Ved en uge-incidens på omkring 50 nye smittede pr. 100.000 borgere, vil omkring 7.000 skulle bruge mundbind, og med en uge incidens på omkring 100 nye smittede pr. 100.000, vil under 4.000 skulle bruge mundbind.
Miljøtoksikolog Elvis Genbo Xu fra Syddansk Universitet advarede, sammen med professor Zhiyong Jason Ren fra Princeton University, i en pressemeddelelse den 10. marts 2021 om, at de 129 milliarder engangsmundbind, der bruges om måneden, er en potentiel trussel mod miljøet. Engangsmundbind er plastikprodukter, som ikke nedbrydes biologisk, men som af vind og vejr kan slides til mindre fragmenter af plastik. På et tidspunkt bliver fragmenterne så små, at de kaldes for mikro- eller nanoplast, og de kan spredes i økosystemerne og blive optaget af dyr, planter og mennesker. Mens der findes indsamlingsordninger for genanvendelse af plastikflasker, hvor cirka en fjerdedel bliver genbrugt, er der ingen retningslinjer for, hvad man skal gøre af mundbind, når man er færdig med at bruge dem. Produktionen af engangsmundbind foregår i samme størrelsesorden som plastikflasker, som der anslået produceres 43 milliarder af om måneden på verdensplan.
I begyndelsen af coronaviruspandemien anvendte nogle et mundbond med udåndingsventil, hvilket dog blev frarådet af WHO, da masken er beregnet til at forhindre arbejdere i at indånde støv og udåndingsventilen tillader virus partikler at passere, hvilket gør masken ineffektiv til at forhindre spredning af COVID-19 eller anden respiratorisk virus. Visse luftfartsselskaber forbød passagerer at bruge masker med ventilator, blandt andre Air Asia.

## Undersøgelser af mundbind

### Danmask-19
De danske forskeres udgangspunkt for Danmask-19 studiet var, at undersøge om mundbind kan mindske smittespredningen. Det byggede de blandt andet på et tidligere japansk spørgeskemastudie, som viste, at mundbind reducerede skolebørns risiko for at få influenza med cirka 15 procent. Den i forbindelse med studiet forekomne coronavirus antoges primært at komme ind via munden gennem dråbesmitte, hvorfra den spredes til luftvejene og til mave-tarm-kanalen. Virus kan overføres via fysisk kontakt og via kontaktflader, hvis en person efter berøring fører hånden med virus op til munden. Et studie blandt lægestuderende havde tidligere vist, at de berørte deres ansigt gennemsnitligt 23 gange pr. time, og at de i 44 procent af tilfældene endda berørte deres slimhinder.
Danmask-19 blev meget omtalt internationalt. Det løb fra begyndelsen af april til juni, 2020. I studiet deltog 3024 personer, hvoraf den ene halvdel fik kirurgiske masker (mundbind), som de blev bedt om at bære udenfor hjemmet, mens den anden halvdel ikke bar maske. På daværende tidspunkt var to procent af den danske befolkning smittet med COVID-19, men der var ikke maskepåbud, kun opfordring til at holde afstand til andre og afspritte hænder. Forskerne forventede, at maskerne ville halvere risikoen for smitte, men resultaterne blev noget anderledes. 42 personer i maskegruppen blev smittet, svarende til 1,8 procent, mod 53 blandt de, der ikke bar maske, svarende til 2,1 procent. Denne forskel var ikke signifikant.
Studiet bekræftede ikke den forventede halvering af risikoen for smitte, for bærere af mundbind, dog tydede resultaterne på en moderat grad af beskyttelse på 15-20 procent. studiet kunne ikke udelukke, at masken kunne beskytter bæreren, men forskerne fandt ikke noget klart bevis for, at kirurgiske masker beskytter mod smitte med coronavirus.

#### Erfaring fra perioden danskere skulle bære mundbind
Krav til at bære mundbind i forbindelse med Coronaviruspandemien i Danmark blev ophævet for de fleste områder med virkning fra den 14 juni 2021. Professor ved Rigshospitalet, Henning Bundgaard, der var med til at gennemføre Danmask-19-undersøgelsen, konkluderede, at studier tyder på, at der måske nok er en lille, men ikke nogen kæmpe effekt, hvis man går med maske, som rask. Et problem er, at det kan være er vanskeligt at finde isoleret evidens for effekten af mundbind, hvis folk desuden spritter af og holder afstand.
Nogle undersøgelser peger på, at mundbindet kan bidrage til relativt mildere sygdomsforløb, fordi voldsomheden af et COVID-19-udbrud tilsyneladende kan afhænge af størrelsen af den dosis coronavirus, man bliver smittet med. Et af de store spørgsmål er, hvor meget mundbind beskytter mod smitte, hvis bæreren allerede er syg. Det er nærmest umuligt at udforske videnskabeligt. Professor i virologi ved Københavns Universitet, Allan Randrup Thomsen udtalte, at når man i et studie skal teste muligheden, for at smitte andre, skal man have to grupper af smittede, nogle som går med mundbind, og nogle som ikke går med mundbind. Et sådant stuedie skal udføres med et væsentligt antal deltagere, men det er uetisk at lade folk, der er smittede og kan sprede virus, gå rundt i samfundet uden modforanstaltninger, for at konstatere, hvor mange de når at smitte i løbet af en given tidsperiode.

### Andre studier og undersøgelser
En undersøgelse af 172 studier i 16 forskellige lande af mundbinds mulige effekt viste, at mundbind kan beskytte mod coronavirus med op til 80 procent. Undersøgelsen blev på opfordring fra WHO udført af den canadiske forsker og professor, Holger Schünemann, fra Department of Medicine ved McMaster University. ”Systematiske oversigter over brug af mundbind viser en forholdsvis risikoreduktion for infektion på mellem 6 procent og 80 procent for COVID-19, SARS og MERS.” Det store spænd tilskrives blandt andet forskellige diagnostiske metoder, smittetryk og masketyper. Undersøgelsens konklusion påpeger, at jo mere smitte, jo større beskyttelse.

#### Laboratorieforsøg
Amerikanske forskere fandt i februar 2021 frem til, at to masker (mundbind) beskyttede bedre end en ved spredning af coronavirus, hvorfor regeringen anbefaler at bruge to masker. Det var resultatet af et laboratorieeksperiment, hvor man placerede to kunstige hoveder med 6 fods (knap 183 centimeter) afstand fra hinanden, for at se, hvor mange partikler af coronavirusstørrelse, der blev udspydt af den ene, som blev indåndet af den anden. Forskerne fandt, at iført én maske, kirurgisk eller af stof, blokerede denne omkring 40 procent af partiklerne, der kom frem mod hovedet, der trak vejret ind. Når en stofmaske blev båret oven på en kirurgisk maske, blev omkring 80 procent blokeret.
Laboratorieforsøg i marts 2020 viste, at N95-masker kan blokkere cirka 97 procent af viruspartikler, mens hjemmelavede mundbind med 4-lags køkkenrulle indeni blokkerede omkring 95 procent.
Et studie fra juli 2020 viste, at kirurgiske masker kunne fjerne 53-75 procent af viruspartikler, mens stofmasker fjernede 28-91 procent, afhængig materialet, tætsluttende masker var mere effektive.

#### Observationsstudier
Et tysk observationsstudie fra december 2020 konkluderede, at nye smittetilfælde blev reduceret med 45 procent, 20 dage efter mundbind blev påkrævet. Et omfattende studie fra oktober 2020 fandt, at påbud om mundbind havde en lille effekt, men at mundbindspolitikker for det meste blev indført, efter andre tiltag, som for eksempel social afstand, allerede var sat i værk.
Et studie fra juli 2020 blandt 75.000 sundhedsarbejdere i Massachusetts (USA) viste, at smittetallet faldt fra 14,7 procent til 11,5 procent, efter maskepåbud.

#### Lodtrækningsforsøg
Udover Danmask-19, er der et studie fra april 2020 om influenza og lignende sygdomme, der viser, at mundbind signifikant reducerer antallet af viruspartikler fra syge personer. Et tilsvarende lille kinesisk studie kom frem til samme konklusion i 2016.
Modsat viste et studie fra 2011, at hverken håndvask eller brug af mundbind reducerede smittespredning af influenza, men resultatet kan skyldes, at der var for lille forskel på forsøgspersonerne og de ikke anvendte mundbind korrekt.
I 2021 deltog næsten 350.000 indbyggere fra 600 bangladeshiske landsbyer i et rekordstort videnskabeligt forsøg, der bekræftede, at smitte faldt en lille smule, når coronavirus var i omløb. I 300 landsbyer fik indbyggerne gratis kirurgiske mundbind, jævnlige påmindelser om at bruge dem og information om, hvorfor det er vigtigt. I de øvrige 300 landsbyer fik indbyggerne ikke gratis mundbind, og de fik hverken påmindelser eller information om effekten. Tiltaget fik ikke alle indbyggere til at bruge mundbind. I landsbyerne med gratis mundbind anvendte 42 procent af borgerne dem, mens der var 13 procent, som dækkede mund og næse i de øvrige byer. I landsbyerne med gratis mundbind indrapporterede 7,62 procent af indbyggerne COVID-19-symptomer, mens det i landsbyerne uden mundbind var 8,62 procent, en forskel på 1.587 personer. Et lignende mønster gjorde sig gældende for antistoffer, hvor 0,69 procent havde udviklet antistoffer i landsbyerne med gratis mundbind, mod 0,76 procent i byerne uden, en forskel på 103 personer.

## Historie
De første kendte eksempler på brug af mundbind fremstillet af stof tilskrives den franske kirurg Paul Berger under en operation i 1897, hvor han ville undgå, at dråber fra kirurgens eller assistenters mund kunne medføre infektionsudbrud. Mundbind til beskyttelse af infektionssygdomme begyndte at blive taget i brug i begyndelsen af 1900-tallet. Et design af den malaysiske læge Wu Lien-teh, der arbejdede for den kinesiske kejserdomstol i 1910-1911 under det manchuriske lungepestudbrud, var det første mundbind, der i stort omfang beskyttede brugere mod bakterier. Det inspirerede til de masker, der blev brugt under 1918-influenzapandemien, også kaldt Den spanske syge.
Den første undersøgelse af mundbind til sundhedsarbejdere fandt sted i 1918. I 1940'erne blev mundbind lavet af osteklæde, brugt til at beskytte sygeplejersker mod tuberkulose.
Mundbind af stof er siden 1960'erne i vid udstrækning erstattet af moderne kirurgiske mundbind lavet af ikke-vævet materiale. Anvendelse af stofmundbind fortsatte imidlertid i udviklingslande, og blev tillige anvendt i Asien under SARS-udbruddet i 2002-2004 og under ebola-udbruddet i Vestafrika 2014.

## Billedeksempler på forskellige typer mundbind
- Sundhedspersonel med mundbind.
- Hjemmesyede mundbind.
- Farverige hjemmesyede mundbind under coronaviruspandemien.
- Berlinere med forskellige typer mundbind på Wannsee-færgen, maj 2020.
- Taiwan præsident Tsai Ing-wen 2. april 2020.
- Støvmaske.
- OSHA åndedrætsværn.